# Pot de Zamora
El Pot de Zamora, també anomenat Píxide de Zamora, és un pot o píxide andalusí de vori d'elefant considerat una mostra cabdal de l'art andalusí durant el Califat de Qúrtuba. Va pertànyer al tresor de la catedral de Zamora i actualment es conserva al Museu Arqueològic Nacional d'Espanya, a Madrid, amb el num. d'inventari 52113.

## Descripció
És un pot de vori que aprofita la forma cilíndrica de l'ullal, amb una tapa cònica que s'articula amb una xarnera i un fermall d'argent niellat. Tota la superfície és coberta per una delicada decoració d'atauric amb fulles i palmes, en el qual s'intercalen gaseles, paons i altres ocells, en parelles enfrontades, que recreen un ideal jardí de palau o el paradís. Una sanefa de cordonet emmarca tota la decoració.
La tapa, molt delicada, té, a més de la decoració en atauric, una inscripció en àrab en caràcters cúfics.
Tot el conjunt juga amb l'efecte de clarobscur del relleu.

## Història
La inscripció en caràcters cúfics a la base de la tapa ens permet saber que fou fabricada l'any 353 de l'Hègira, corresponent a l'any 964, o una mica abans. També ens indica que fou encarregada pel califa al-Hàkam II (961-976) a un artista anomenat Durri as-Saghir (‘Durri el Petit’) per tal de regalar-la a la seva concubina Subh, mare de l'hereu Hixam II.

### Catedral de Zamora
Tot i que no es coneix la identitat del donant ni la data en què va entrar a la catedral, és probable que fos per donació reial o senyorial. El primer registre conegut del pot i d'un conjunt d'arquetes islàmiques propietat de la catedral és de l'any 1367, ja que figuren en un inventari del tresor catedralici. El 1436 ja consta com a reliquiari contenint «pedres dels Sants Llocs».
El 1903 el matrimoni Gómez-Moreno, en una de les seves estades a Zamora i la seva província, on recopilaven informació per a la futura redacció del volum dedicat a Zamora del Catálogo Monumental de España, en la seva visita a la catedral descobreixen la píxide califal en el reliquiari, mostrant al capítol de la catedral la singularitat i el valor d'unes peces que aquest desconeixia. El 1911 el capítol catedralici va vendre, prèvia autorització del Nunci Apostòlic, el pot juntament amb una altra arqueta a l'antiquari madrileny Juan Lafora y Calatayud per la suma de 52.000 pts.
Com que Gómez-Moreno freqüentava a Madrid els mateixos cercles que Lafora y Calatayud, es va assabentar la venda i, davant la temor que la peça sortís d'Espanya, immediatament en va informar al govern de José Canalejas y Méndez a través del diputat nacional i col·leccionista d'art islàmic Guillermo de Osma. Després de debatre's a les Corts, l'Estat va decidir la seva compra per la mateixa quantitat per la que les havia adquirides Lafora, dipositant-les en el Museu Arqueològic el 14 de març de 1911.